# イトヨリダイ属
イトヨリダイ属 (学名：Nemipterus) は、イトヨリダイ科の下位分類群の1つ。インド太平洋に分布し、地中海にも定着している。

## 分類と名称
1839年にイギリスの動物学者であるウィリアム・スウェインソンによって初めて属として提唱され、その唯一の種は Dentex filamentosus であった。D. filamentosus は1830年にアシル・ヴァランシエンヌによってスリナムから記載されたが、1854年にピーター・ブリーカーがスマトラ島から記載した Dentex nematophorus (ヒレナガイトヨリ)のシノニムであると判明した。従来スズキ目に分類されていたが、『Fishes of the World』第5版では、タイ目に分類されている。属名は「nematos (糸)」と「pterus (鰭)」の合成語で、タイプ種であるヒレナガイトヨリの背鰭及び尾鰭の条が糸状に伸長することに由来する。

## 下位分類
30種が分類されている。
- Nemipterus aurifilum (J. D. Ogilby, 1910) (Yellow-lip thread-fin bream)
- Nemipterus aurora B. C. Russell, 1993 ヒライトヨリ (Dawn thread-fin bream)
- Nemipterus balinensis (Bleeker, 1858) (Balinese thread-fin bream)
- Nemipterus balinensoides (Popta, 1918) (Dwarf thread-fin bream)
- Nemipterus bathybius Snyder, 1911 ソコイトヨリ (Yellow-belly thread-fin bream)
- Nemipterus bipunctatus (Valenciennes, 1830) (Delagoa thread-fin bream)
- Nemipterus celebicus (Bleeker, 1854) (Celebes thread-fin bream)
- Nemipterus elaine B. C. Russell & Gouws, 2020 [6]
- Nemipterus flavomandibularis B. C. Russell & Tweddle, 2013 (Yellow-jaw thread-fin bream) [7]
- Nemipterus furcosus (Valenciennes, 1830) モモイトヨリ (Fork-tailed thread-fin bream)
- Nemipterus gracilis (Bleeker, 1873) (Graceful thread-fin bream)
- Nemipterus hexodon (Quoy & Gaimard, 1824) ニジイトヨリ (Ornate thread-fin bream)
- Nemipterus isacanthus (Bleeker, 1873) (Tear-drop thread-fin bream)
- Nemipterus japonicus (Bloch, 1791) 二ホンイトヨリ (Japanese thread-fin bream) [8]
- Nemipterus marginatus (Valenciennes, 1830) トンキンイトヨリ (Red-filament thread-fin bream)
- Nemipterus mesoprion (Bleeker, 1853) ユメイトヨリ (Mauve-lip thread-fin bream)
- Nemipterus nematophorus (Bleeker, 1854) ヒレナガイトヨリ (Double-whip thread-fin bream)
- Nemipterus nematopus (Bleeker, 1851) (Yellow-tipped thread-fin bream)
- Nemipterus nemurus (Bleeker, 1857) アカテンイトヨリ (Red-spine thread-fin bream)
- Nemipterus peronii (Valenciennes, 1830) シャムイトヨリ (Notched-fin thread-fin bream)
- Nemipterus randalli B. C. Russell, 1986 (Randall's thread-fin bream)
- Nemipterus sugillatus B. C. Russell & H. C. Ho, 2017 [9]
- Nemipterus tambuloides (Bleeker, 1853) ジャバイトヨリ (Five-lined thread-fin bream)
- Nemipterus theodorei J. D. Ogilby, 1916 (Theodore's thread-fin bream)
- Nemipterus thosaporni B. C. Russell, 1991 トンキンイトヨリ (Pale-fin thread-fin bream)
- Nemipterus virgatus (Houttuyn, 1782) イトヨリダイ (Golden thread-fin bream)
- Nemipterus vitiensis B. C. Russell, 1990 (Fiji thread-fin bream)
- Nemipterus zysron (Bleeker, 1856) ヒメイトヨリ (Slender thread-fin bream)

## 分布と生息地
インド洋と西太平洋に自然分布する。N. randalli は地中海に定着しており、紅海からスエズ運河を通って侵入したものとみられる。沿岸から水深 300 mまでの大陸棚の砂泥底を好む底魚である。

## 形態
眼窩下領域に鱗がある場合があり、眼窩下骨の縁は滑らかか、小さな鋸歯または歯状突起がある。前鰓蓋の後端は滑らかであるか、細かい鋸歯がある。犬歯のような歯が顎前部にある種もいる。頭頂部の鱗は目の中央まで、またはそれを超えて前方に伸びており、こめかみにも鱗がある。眼窩下棘はなく、鰓前方には横方向に3列の鱗がある。最小種である N. balinensoides とユメイトヨリの標準体長は14 cmで、最大種であるイトヨリダイの標準体長は35 cmである。

## 生態
単独または群れで行動し、縄張り意識を持たない。魚、甲殻類、多毛類、頭足類などの底生生物を食べる肉食魚。性的二形があり、雄の方が大型化する。雌性先熟の雌雄同体であるか、雄の方が成長が早いということが考えられる。年間を通じて産卵し、繁殖活動のピークは1 - 2回ある。

## 人との関わり
分布域の全体で漁獲されている。主に底引網や釣りで漁獲されるが、延縄、刺し網なども使用される。様々な方法で保存、加工され、食用に販売される。一部の地域では、漁業で2 - 3番目に対象となる魚である。